# Flitzer
Pour plus de détails, voir Fiche technique et Distribution.
Flitzer est un film suisse réalisé par Peter Luisi, abordant le thème des streaker de match de football. Il est  sorti en 2017.

## Synopsis
Le film raconte l'histoire d'une bande organisée de streakers dont chaque apparition permet d'augmenter les revenus de paris clandestins.

## Fiche technique
- Réalisation : Peter Luisi
- Dates de sortie :
  -  Suisse : 12 octobre 2017
  -  Allemagne : 16 novembre 2017

## Distribution
- Beat Schlatter : Baltasar « Balz » Näf
- Bendrit Bajra : Kushtrim
- Doro Müggler : Sandra Strebel
- Luna Wedler : Elisa Näf
- Dani Mangisch : Manu Günz
- Philippe Graber :
- Walter Andreas Müller : Gottfried Keller